# Basilio el Mano de Cobre
Basilio el Mano de Cobre (Griego: Βασίλειος ὁ Χαλκόχειρ, romanizado: Basileios ho Chalkocheir; muerto c. 932) fue un líder rebelde bizantino activo en Bitinia en la década de 920 y principios de 930.

## Biografía
Basilio nació en Macedonia (o posiblemente el thema de Macedonia). En la década de 920, en el Thema Opsiciano en Bitinia, asumió el nombre del general Constantino Ducas, que había sido asesinado durante un intento de golpe de Estado en 913, y reunió un gran número de seguidores. Sin embargo, fue arrestado por los tourmarches locales y llevado a Constantinopla, donde fue juzgado por el Eparca y le cortaron la mano.
Al regresar a Opsicio, se hizo realizar una mano de cobre con una gran espada, reunió a la gente pobre y desamparada y comenzó una rebelión. Con sus seguidores, tomó la fortaleza de Plateia Petra y la convirtió en su base. Los rebeldes asaltaban los campos circundantes indiscriminadamente, y regresaban con su botín a Plateia Petra. La revuelta fue finalmente sometida por el ejército imperial, y Basilio fue llevado de vuelta a Constantinopla. Allí, acusó a varios magnates de estar involucrados en la revuelta, pero una investigación demostró que estas afirmaciones eran falsas, y fue quemado en la hoguera en el Forum Amastrianum de la ciudad. La revuelta, fechada entre 928 y alrededor de 932, se considera a menudo como una revuelta popular que expresa el descontento de los campesinos, y un gran incentivo para la legislación agraria del emperador Romano I (r. 920-944) de 934.